# Jaroslav Šilhavý
Jaroslav Šilhavý (ur. 3 listopada 1961 w Pilźnie) – czeski trener piłkarski, a wcześniej piłkarz grający na pozycji obrońcy. Obecnie selekcjoner reprezentacji Omanu. W latach 2018–2023 selekcjoner męskiej reprezentacji Czech.
Jako zawodnik rozegrał łącznie 464 meczów w pierwszej czechosłowackiej lidze i pierwszej czeskiej lidze, co sprawia, że jeśli liczyć te rozgrywki razem, to Šilhavý jest jednym z rekordzistów wszech czasów pod względem liczby występów.  Zdobył w nich 26 bramek. Jego wynik pobił Milan Petržela, który w listopadzie 2022 rozegrał 465 spotkanie.
Šilhavý posiada na swoim koncie inny rekord, a mianowicie jest graczem, który otrzymał najwięcej, bo 9, czerwonych kartek w pierwszej czeskiej lidze. Tyle samo kartek co on, otrzymali również Stanislav Marek, Marcel Mácha oraz Miloslav Penner, jednak Šilhavý potrzebował do tego najmniej meczów.

## Życie prywatne
Żonaty z Dagmarą. Mają dwójkę dzieci: syna Tomáša oraz córkę Michaelę. Jego starszy brat Karel oraz syn Tomáš również byli piłkarzami, jednak żaden nie odniósł sukcesu na miarę Jaroslava. Tomáš aktualnie jest trenerem w czwartoligowym FK Králův Dvůr.

## Sukcesy

### Zawodnik

#### Slavia Praga
- Wicemistrz Czechosłowacji (1x): 1992/1993

#### Petra Drnovice
- Finalista Pucharu Czech (1x): 1995/1996

### Trener

#### Slovan Liberec
- Mistrz Czech (1x): 2011/2012[6]
- 1/16 Ligi Europy (1x): 2013/2014

#### Slavia Praga
- Mistrz Czech (1x): 2016/2017[7]

### Indywidualne
- Trener miesiąca czeskiej ligi (7x): październik 2014[8], listopad 2014[9], luty 2015[10], wrzesień 2016, październik 2016, luty 2017, maj 2017